# 連房式登窯

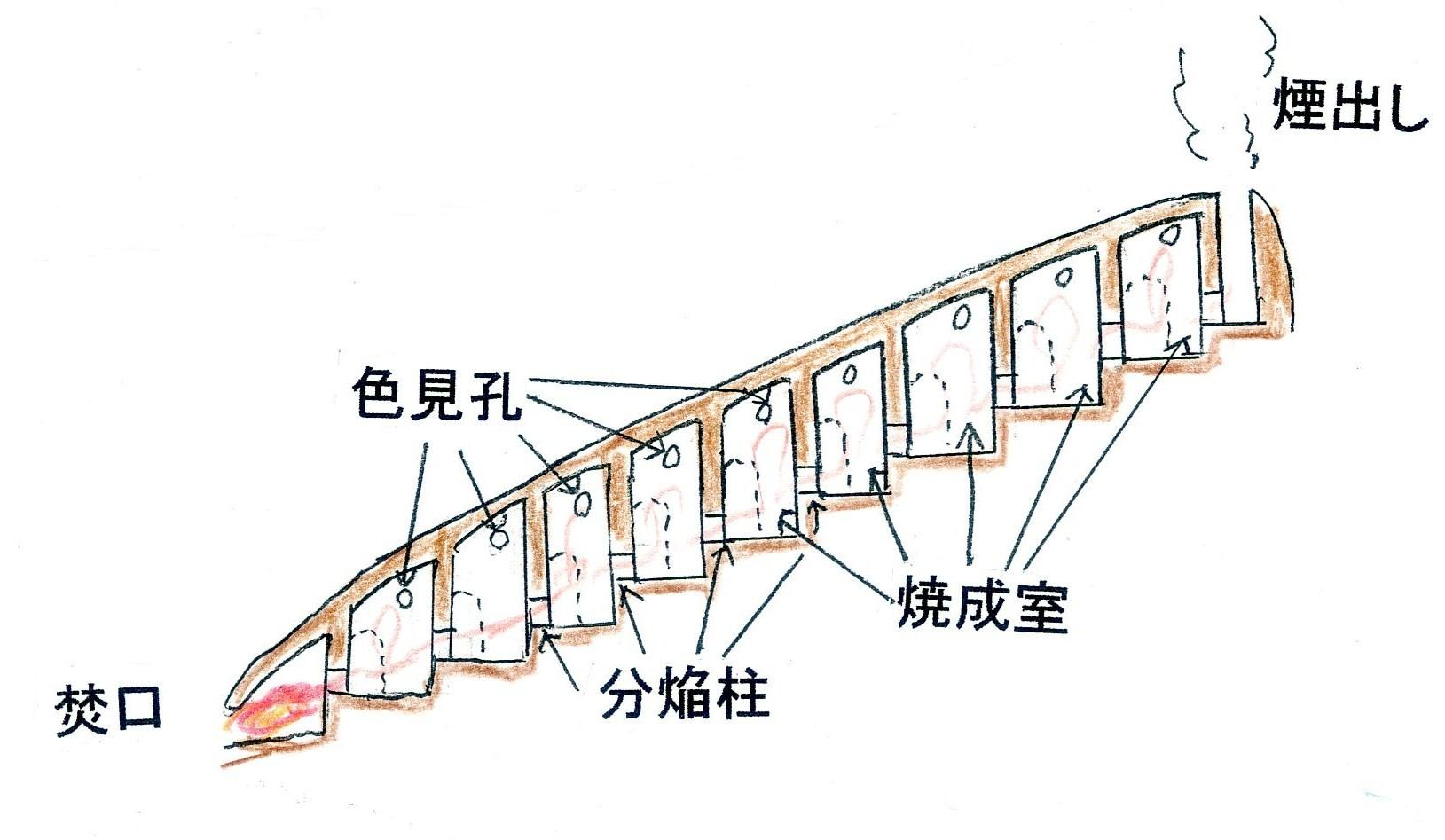
割竹形連房式登窯(waritake kiln)の断面図。16世紀終末から17世紀初頭のみに造られた窯で、唐津焼の初期のものや織部焼を焼成した元屋敷窯の構造をなした窯として知られる。通焔孔は、横サマ構造である。

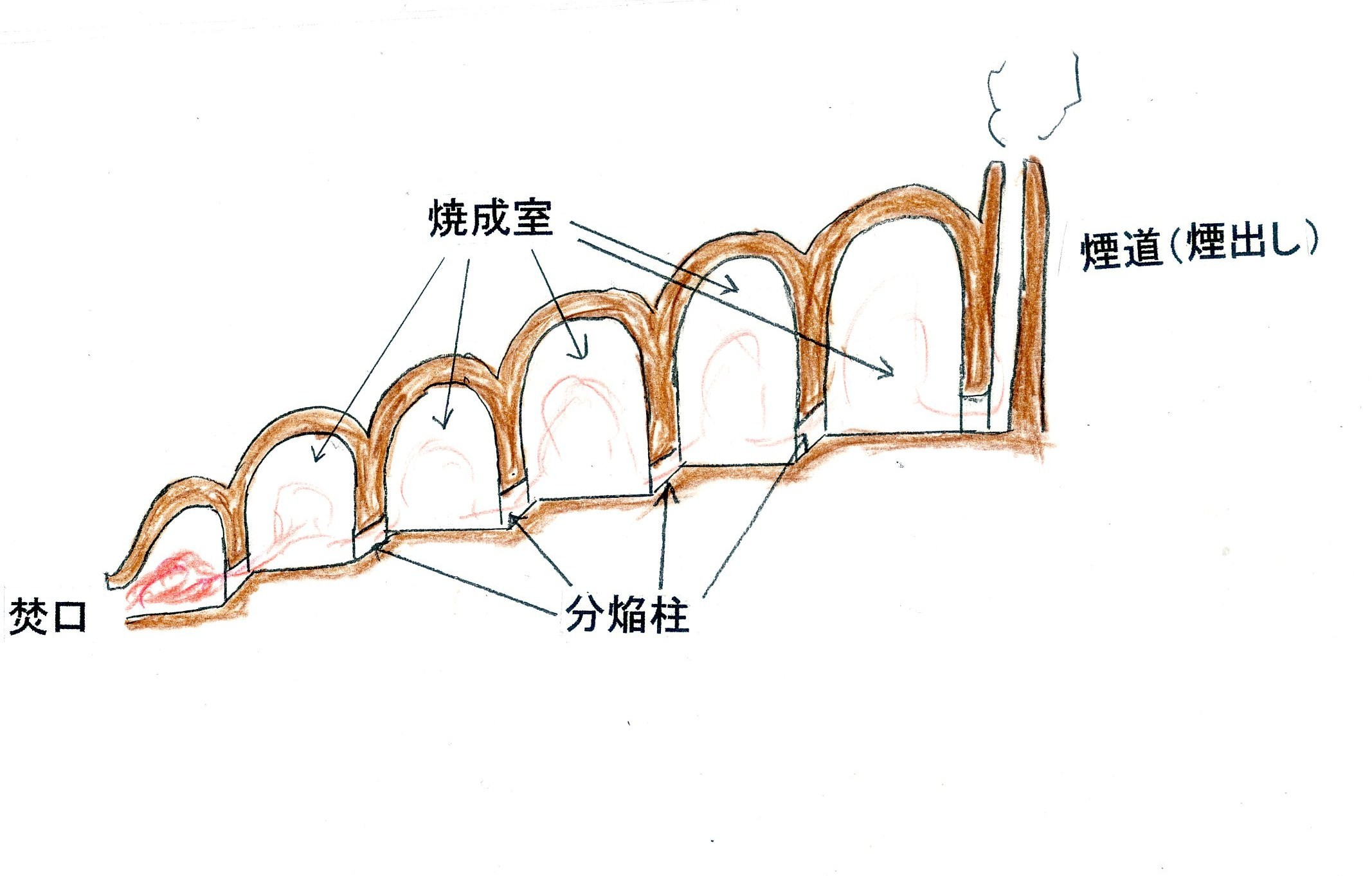
有段斜めサマの連房式登窯の断面図。大川東3号窯など17世紀代に瀬戸・美濃地方に散見される窯である。

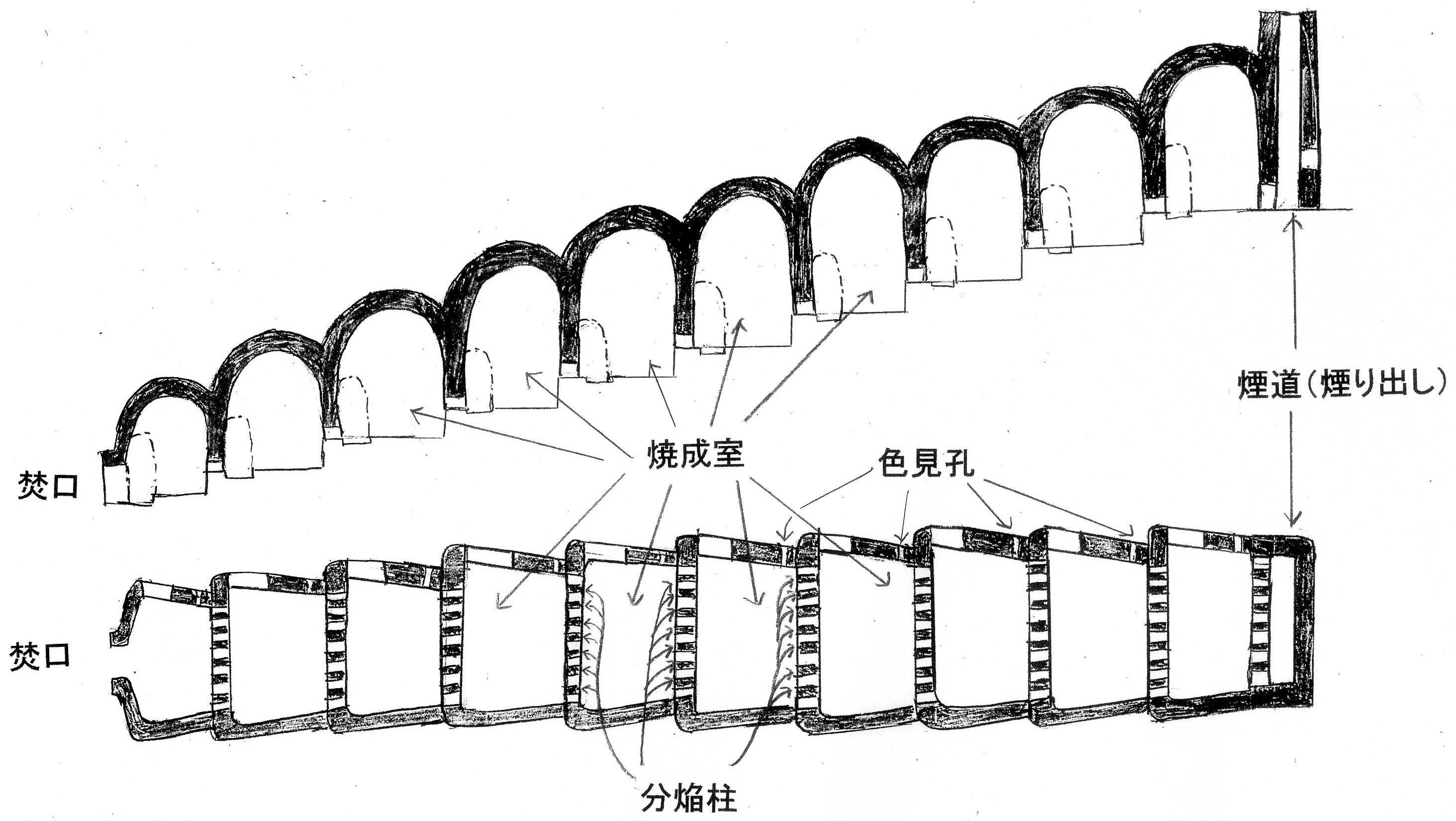
横サマの連房式登窯の模式的な断面図と平面図（正確なサマ数などは調べていないあくまでも模式図である）。肥前では一般的な窯である。

連房式登窯（れんぼうしきのぼりがま、climbing kiln）とは、焼成室（房）を斜面に複数連ねた窯の総称で、一般的に狭義の「登り窯」と呼ばれている窯のことを指す。日本では、16世紀末に朝鮮半島の陶工が北九州佐賀県北部波多村岸岳地区の松浦党波多氏によって階段状割竹式登窯（割竹形連房式登窯）が造られ、最古級の唐津焼が焼かれたのがはじまりである。

## 初期の連房式登窯

### 割竹形連房式登窯
割竹形連房式登窯(waritake kiln)とは、側壁が直線的で一基の窯の内部が複数の焼成室に分割されているものである。焼成室間の段差が少なく、通焔孔は粘土を巻いたり、石を四角柱状に加工したものを柱にしていた。
割竹形連房式登窯は岸岳地区が中心であったが、現在の伊万里市周辺にも散在的に造られた。全長10 - 20メートル前後で焼成室は、10室程度と小規模であった。一方、美濃の元屋敷窯は発掘調査時に残存部分のみでも24.7メートル、少なくとも焼成室を14室持っていたことが分かっている。
割竹形連房式登窯の通焔孔は、横サマとか斜めサマと呼ばれる真横や斜めに焼成のために用いられる高温のガスを通す仕組みになっていて、サマ(狭間)の後ろに浅いが明確な掘り込みがあるのが特徴で、焼成室同士の段差は少ない。
17世紀初頭に美濃の加藤四郎右衛門景延がこの割竹形連房式登窯による陶器の製法を学んで美濃へ持ち込んだのが織部窯として知られる元屋敷窯（現土岐市泉町久尻）である。これが美濃での連房式登窯による陶磁器生産の始まりである。

## 日本における磁器生産の開始
16世紀末の文禄・慶長の役の際、鍋島氏によって朝鮮半島から日本へ連行された陶工たちによって朝鮮王朝時代の磁器の技術と築窯技術が持ち込まれた。
文禄3年（1594年）に波多氏が改易された際、岸岳地区の窯は廃窯されるようになった。日本で最初に磁器の製造を行ったのは肥前有田の伊万里焼で、1610年代と考えられる。金ヶ江三兵衛文書に「丙辰の年より有田皿山に移った」という記述があることから、元和2年1616年から磁器焼成が開始されたとするのが従来の通説であった。金ヶ江家の先祖は鍋島氏によって連行された朝鮮人陶工の李参平であり、李参平が有田の泉山陶石場を発見し、有田東部の白川天狗谷に窯を築き国内初の磁器焼成に成功したとする。もうひとつの説は、家永壱岐守が金ヶ江三兵衛よりも早く有田に入って天狗谷に窯を築いて慶長年間に磁器焼成を始めたという説である。なお、九州陶磁文化館の大橋康二らの調査により、有田の最古の磁器窯は有田西部の天神森窯、小溝窯などであり、磁器焼造開始年代は1610年代とされている。鍋島忠茂が寛永3年（1624年）に「せいじの今焼茶碗」を注文しているという記述が古文書にあることから、それよりも以前に磁器生産が始まっていたことは確実であり、窯跡と実年代がわかる消費地の資料を突き合わせると、およそ1610年代に磁器生産が始まったことが確実視されている。磁器は割竹形と通常の階段状連房式登窯の双方で生産された。

## 階段状連房式登窯-肥前と瀬戸・美濃の違い

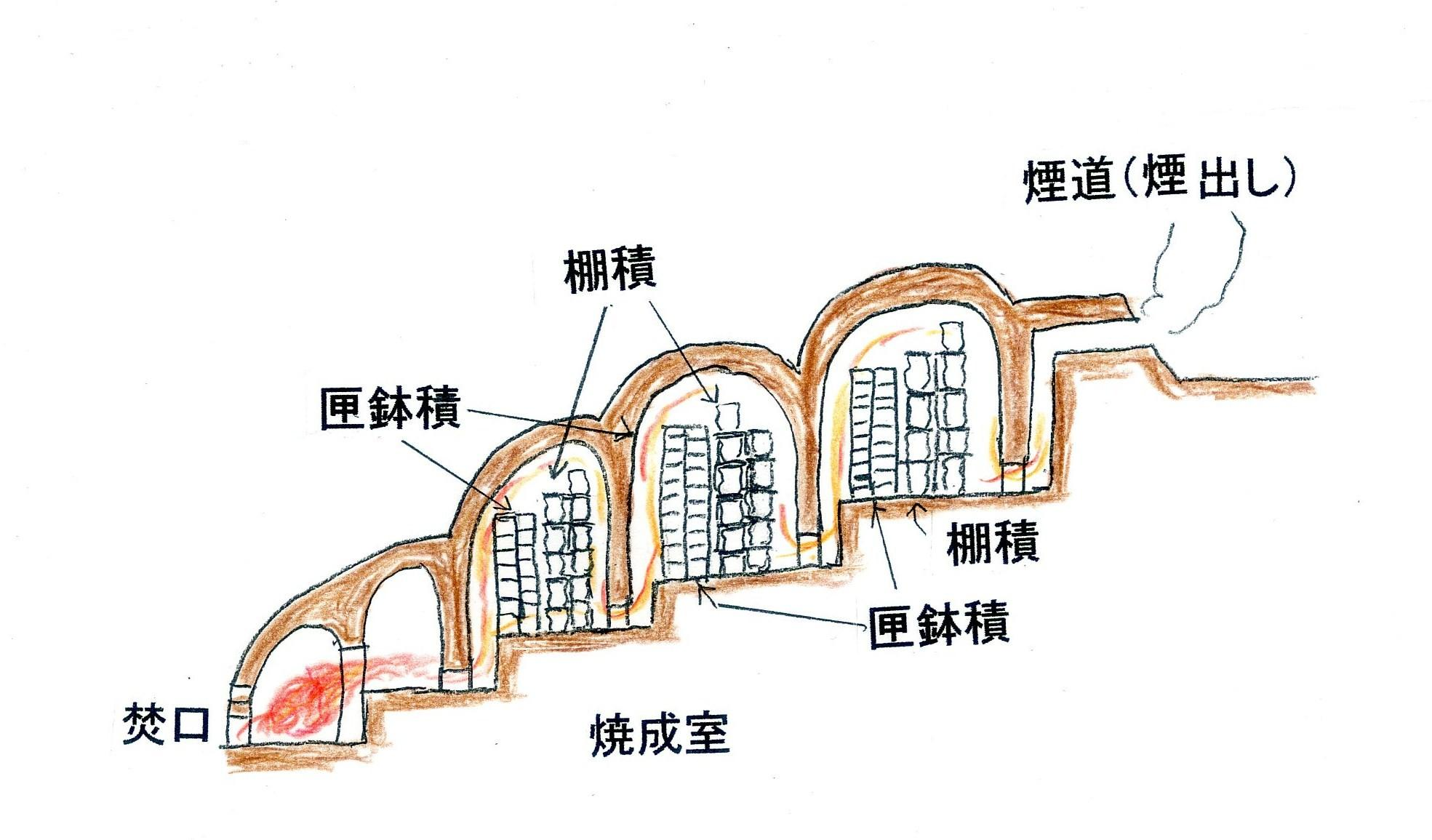
江戸時代末に瀬戸の陶器焼成を行った典型的な縦サマの連房式登窯である本業窯の断面図。磁器の小型品を焼成した古窯も同じ構造であったと伝えられる。

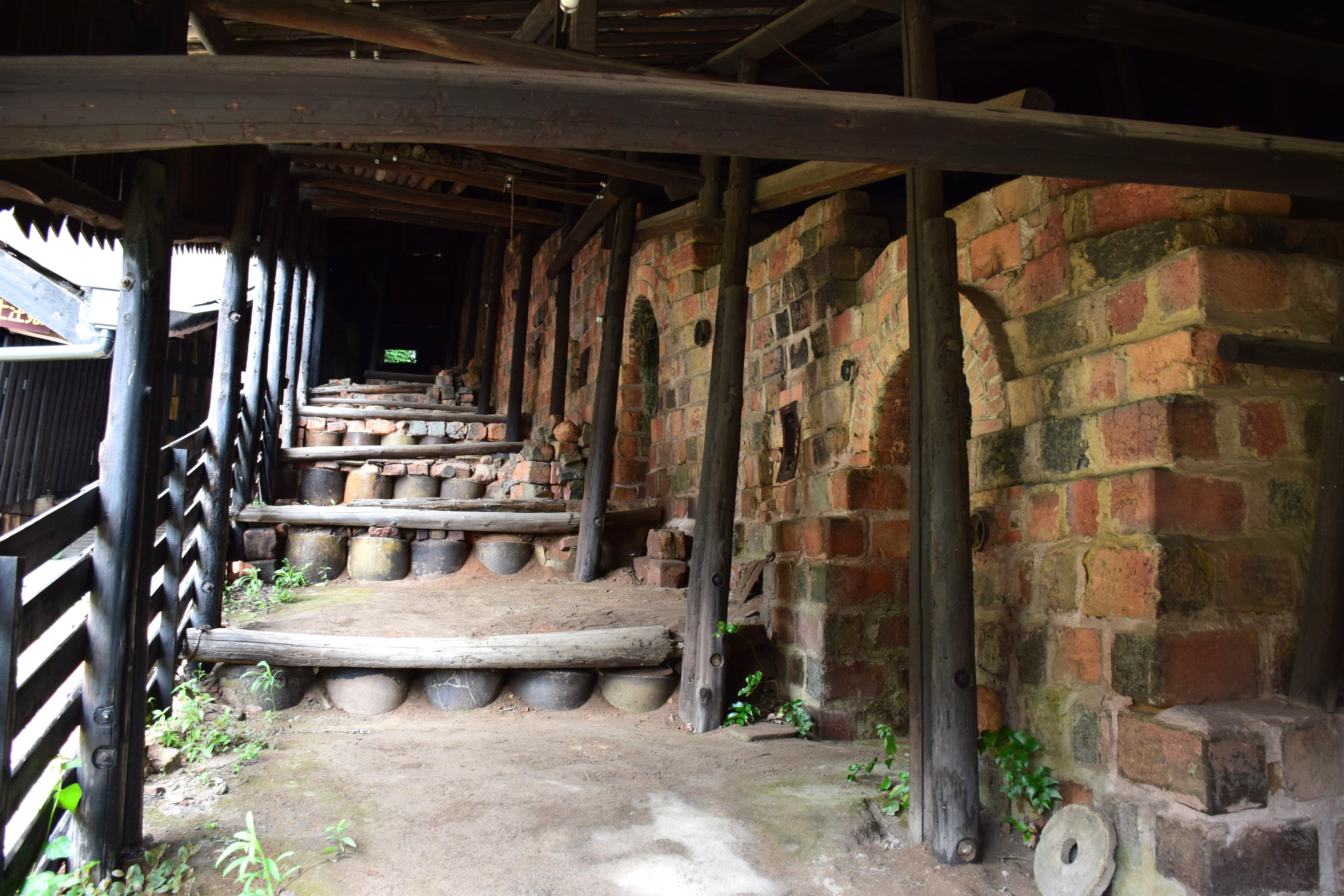
側面下方から見た連房式登窯（常滑焼）。

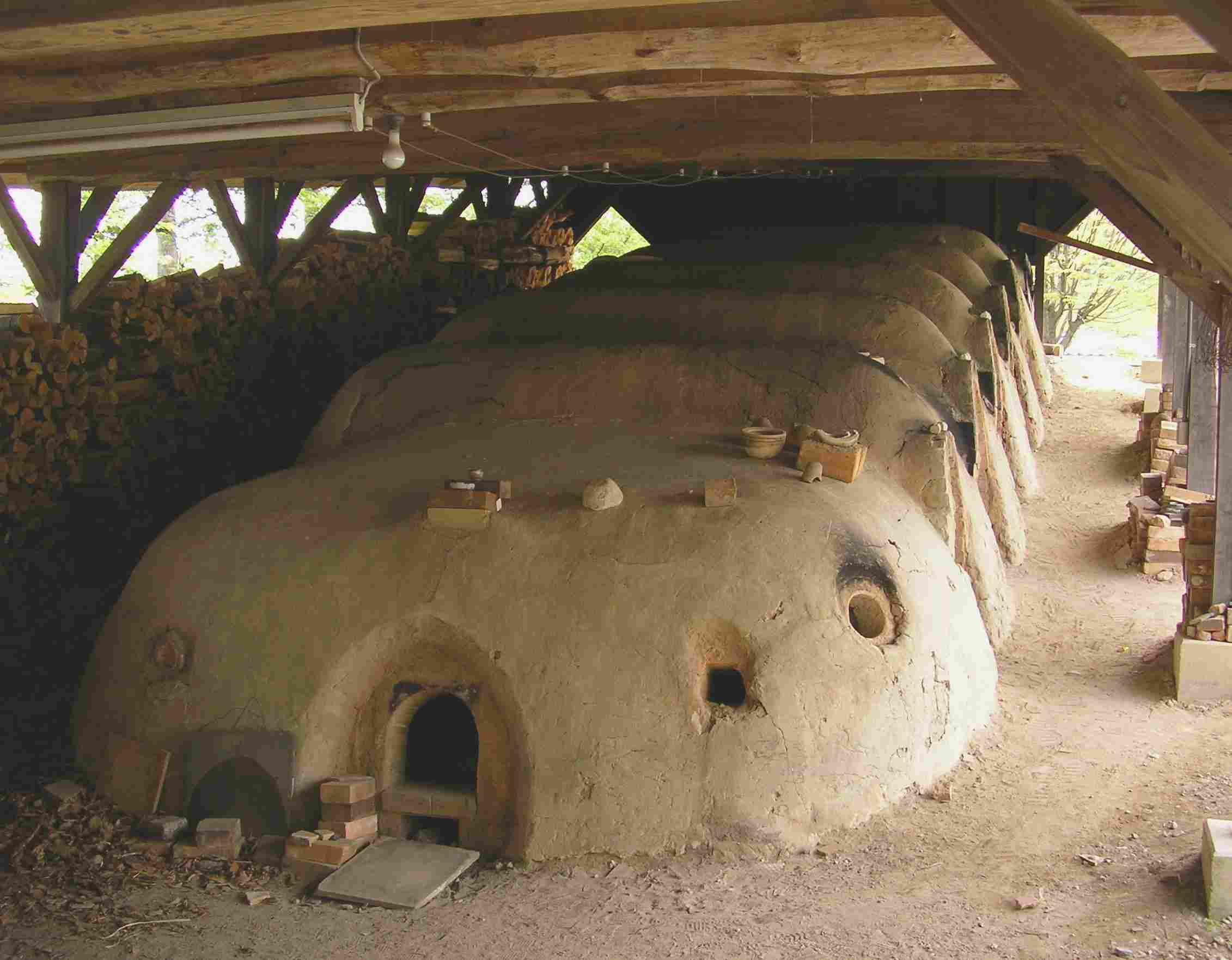
斜面に土で築かれた登り窯(連房式登窯)の例。各焼成室が連なっている様子がよくわかる（益子焼）。

割竹形は、肥前でも瀬戸・美濃でも1630年代から廃れ、かまぼこ状ないし楕円形の焼成室を連ねる階段状連房式登窯にとって代わられるようになる。肥前では、通焔孔は一貫して横サマ構造であった。
階段状連房式登窯の長さは全長30メートル前後で、焼成室は10数室であったが、18世紀に波佐見で出現した窯では全長100メートルを超え、焼成室は30室以上、全長160メートルを超えるものも見られた。
瀬戸・美濃では、17世紀後半になると、窯ヶ根1号窯のように16世紀の大窯の縦に勢いよく焼成ガスを通す倒炎式と呼ばれる長所を意識して、縦サマの窯が造られるようになる。それ以降、瀬戸では19世紀に造られた丸窯を除いて縦サマであり、丸窯も横サマの通焔孔の後ろに「楯」という構造を用いて縦サマと同じ効果になるよう工夫されている。瀬戸の19世紀の窯は、ほかに本業窯と古窯があり、本業窯は陶器を焼く窯で古窯は磁器を焼く窯であった。両方ともサヤ積みとたな組みにて製品を焼成した。古窯は2 - 4室の窯で、丸窯は4 - 11室の焼成室をもっていた。
連房式登窯は瀬戸・美濃において上段の焼成室の横幅が時期が降るにつれて拡張する傾向があり、17世紀中葉では、第2室と第10室の横幅の差は71センチメートル（穴田1号窯の例）であったが、18世紀中葉になると200センチメートル（尾呂3号窯の例）、20世紀前半になると469センチメートル（湯ノ根東窯の例）の差がみられる。
瀬戸・美濃では、18世紀後葉まで、窯の長さは平均13 - 15間で焼成室の数も間数と同じくらいであったが、美濃では19世紀になると30房になるものもみられる。また瀬戸の焼成室は、横幅は拡張するが、奥行きについては17世紀の元屋敷窯において1.36メートル、18世紀前半から中葉の尾呂1号窯では0.98メートルとやや縮小した。18世紀後葉のかみた1号窯で1.17メートル、19世紀前葉の勇右衛門窯で1.76メートル、20世紀の窯である湯ノ根東窯でようやく2.18メートルに達した。このように、瀬戸では肥前が17世紀末に奥行き4メートルに達したのに対し、奥行きが拡張しなかったのが大きな特徴である。